# Río Pásig
El río Pásig (del filipino: Ilog Pasig) está situado al norte de Filipinas. El río conecta la Laguna de Bay con la bahía de Manila. Tiene una longitud de 25 kilómetros (15.5 MI) y divide la Gran Manila en dos. Vierten sus aguas en él sus afluentes Marikina y San Juan.

## Historia
En el litoral norteño de este importante río se encuentra el Palacio de Malacañán, la residencia oficial del presidente de Filipinas. Antes de la urbanización de Manila, el río Pásig era la vía de transporte más importante, en torno a la cual se creó una gran riqueza económica. Algunos de los reinos prehispánicos más prominentes en la antigua historia filipina —incluyendo los reinos de Namayan, Maynila y Tondo— se originaron a lo largo de los bancos de este río, aprovechando su abundancia. Cuando se estableció Manila, como la capital de sus territorios coloniales en el extremo oriente, los españoles construyeron la ciudad emparedada de Intramuros en el banco meridional del río Pásig cerca de la boca, y también fue una de las vías más importantes para comerciar con los productos que llegaban desde otros lugares del mundo en el Galeón de Manila.